# Світ Астрід Ліндґрен
Світ Астрід Ліндґрен — парк, розташований в п'яти кілометрах від рідного міста Астрід Ліндґрен Віммербю, Швеція. На його 130,000 м2 можна зустріти відомих персонажів з її творів. Всі розваги побудовані за описами, наведеними в книгах, і дають дітям можливість зануритися в улюблені світи Пеппі Довгапанчоха, Еміля з Леннеберги, Карлсона, який живе на даху і багатьох інших улюблених персонажів шведської письменниці.
Він був відкритий у 1981 році під назвою Sagobyn (швед. «Казкове село»).
Світ Астрід Ліндґрен відкритий з травня до перших вихідних листопада. Протягом літнього сезону вистави тривають цілий день. Починається все з маленької сценки на вході в парк і продовжується головними сценічними шоу з музикою, співами і танцями. Але що найбільше цінується відвідувачами — це зустрічі з улюбленими персонажами, які спілкуються з дітьми шведською і англійською.

## Історія

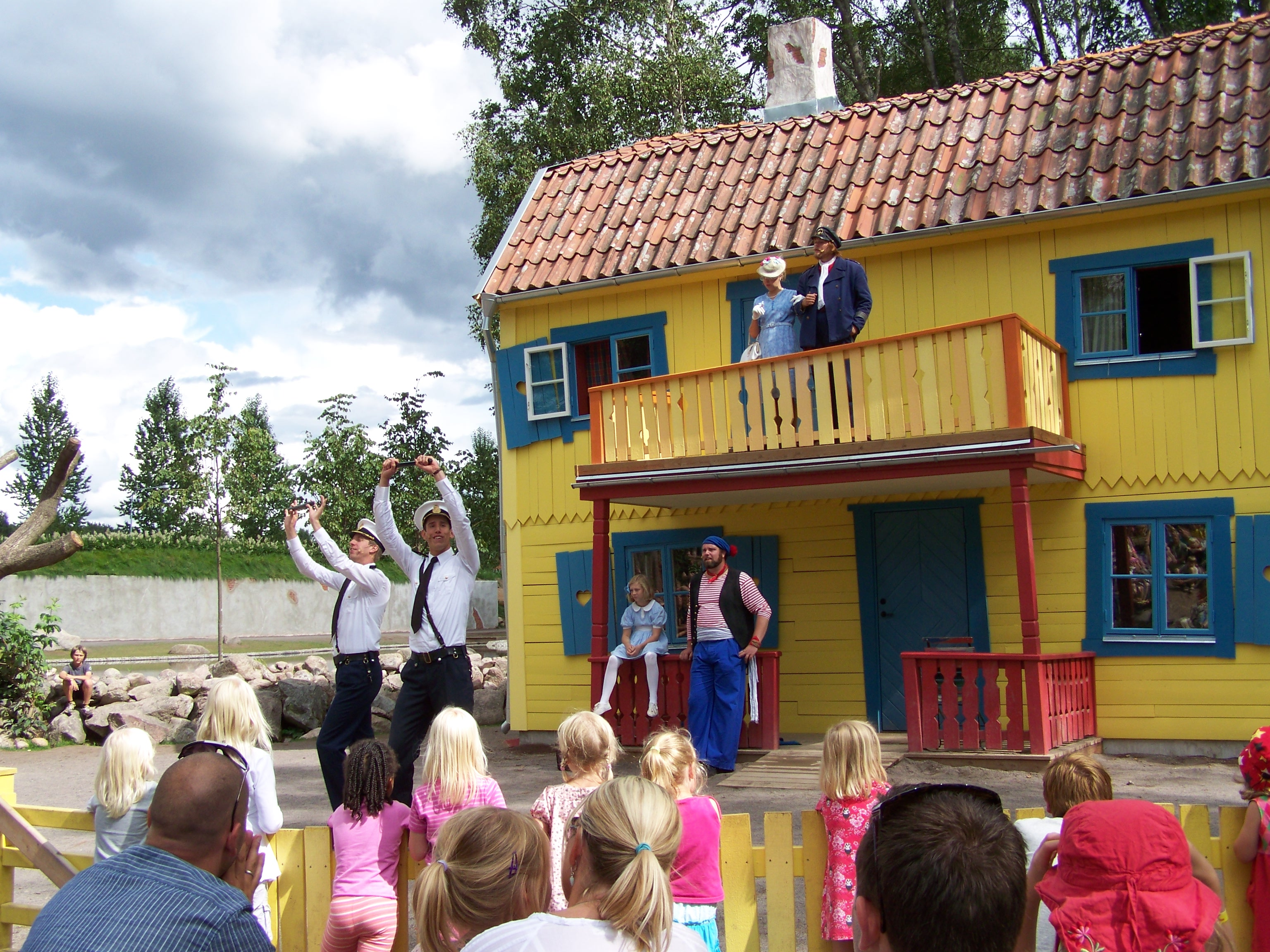
Світ Астрід Ліндґрен 2009

Ідея створення «sagoby» з середовищами з книг Астрід Ліндґрен походить від сімей Ісакссона, Ялмінгера і Соуіка з Віммербю. У 1981 році вони побудували разом перший будинок, Катхульт, масштабом 1:3. З роками Казвове село доповнювався, кількома будинками побудованими за шкалою 1: 3. Згодом будинки стало важко обслуговувати трьома сім'ями, і вони продали Sagobyn в 1989 році. Зміна власності означала створення нової компанії — Astrid Lindgren's World AB. З січня 2010 року Світ Астрід Ліндґрен спільно належить Астрід Ліндґрен Фервальтнінг АБ (91 %) і м. Віммербю (9 %).
Світ Астрід Ліндґрен з початку 1981 року до закриття сезону 2018 року відвідало 10,542,842 відвідувачів.